# Înregistrare digitală

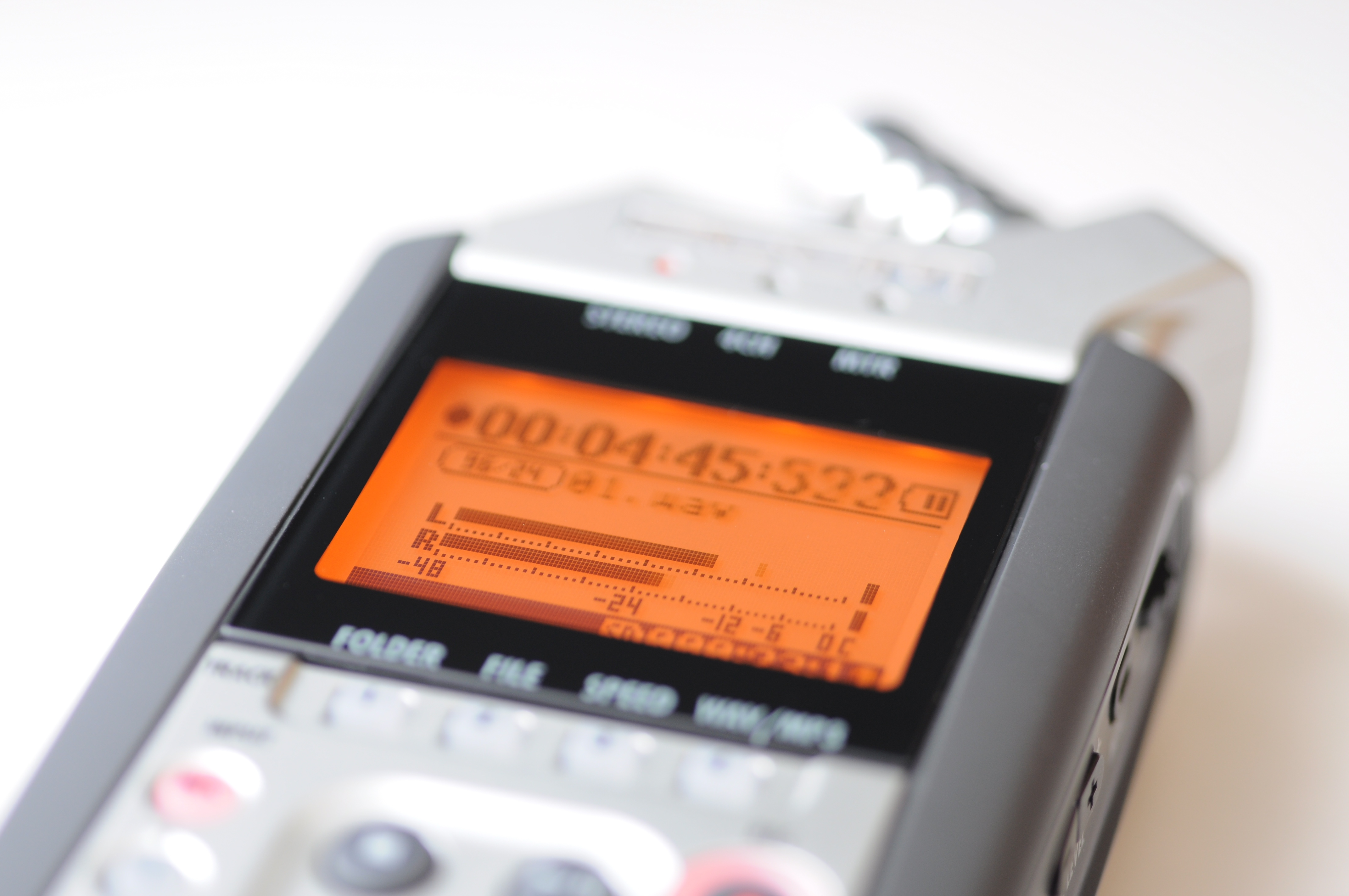
Nivelurile audio sunt afișate pe un înregistrator audio digital (Zoom H4n)

În înregistrarea digitală, semnalele audio preluate de un microfon sau de un alt transductor sau semnalele video preluate de o cameră sau un dispozitiv similar sunt transformate într-un flux de numere discrete, reprezentând modificările în timp ale presiunii aerului pentru audio și valorile cromatice și ale luminanței. pentru video, apoi înregistrate pe un dispozitiv de stocare. Pentru a reda o înregistrare digitală a sunetului, numerele sunt preluate și transformate înapoi în formele lor de undă analogice originale, astfel încât acestea să poată fi auzite printr-un difuzor. Pentru a reda o înregistrare video digitală, numerele sunt preluate și transformate din nou în formele lor de undă analogice originale, astfel încât acestea să poată fi vizualizate pe un monitor video, televizor sau alt afișaj.

## Vezi și
- Compact disc folosește corectarea erorilor Reed-Solomon
- Cyclic redundancy check (CRC)
- Stație audio digitală
- Înregistrare pe hard disk
- Dispozitiv de stocare magnetic
- Înregistrare multitrack
- Parity Computation
- Multe biți sunt stocați pe Sisteme de stocare RAID
- Deutsche Grammophon